# Люкассен, Арьен Антони
Арьен Антони Люкассен (нидерл. Arjen Anthony Lucassen, МФА: [ˈɑrjən ˈlykɑsə(n)]; 3 апреля 1960, Гаага, Нидерланды) — нидерландский мультиинструменталист и композитор, работающий в разнообразных жанрах: прогрессив-метал, прогрессив-рок, арт-рок, фолк, амбиент. Арьен Люкассен является создателем нескольких музыкальных проектов, в том числе основанного в 1994 году «Ayreon».

## Карьера

### 1980—1984: Bodine
В 1980 году Нидерландская группа искала нового вокалиста и Люкассен взял с собой свою гитару на прослушивание, в надежде стать их вторым гитаристом. После того, как его вокальные способности были отклонены, он был принят, как гитарист.
Люкассен оставался с Bodine до 1984 года и записал два альбома: «Bold and Brass» и «Three Time Running»

### 1984—1992: Vengeance
В 1984 году Люкассен вышел из Bodine, после того, как был приглашен в новую группу. Vengeance. Он начал писать и сочинять песни, но желал уйти в более прогрессивное направление. Люкассен покинул группу в 1992 году, с целью начать сольную карьеру.

### 1992—1994: Сольная карьера
Люкассен выпустил альбом «Pools of Sorrow, Waves of Joy» под именем Anthony в 1993 году. Он играл на большинстве музыкальных инструментов сам, за исключением барабанов и синтезатора. Хотя альбом породил три сингла под прожекторами радио, он провалился коммерчески.

### 1995-настоящее время: Ayreon
После своего первого неудачного сольного альбома Люкассен продолжил под именем Ayreon и начал записывать альбом «The Final Experiment», который был выпущен в 1995 году в маленькой Нидерландской студии «Transmission Records». Альбом представлял широкий диапазон музыкальных стилей, начиная фолком и заканчивая прогрессивным металлом. Люкассен был признан как композитор рок-опер.
После успеха «The Final Experiment», Люкассен записал многочисленные альбомы Ayreon, а также сайд-проекты Ambeon, Star One и Stream of Passion. Специальное издание всех альбомов Ayreon было выпущено в 2004 году, когда Люкассен сменил студию с Transmission на InsideOut Records.

### 1997: Strange Hobby
Между альбомами «Actual Fantasy» и «Into the Electric Castle» Люкассен выпустил в свет проект Strange Hobby, в котором он перепел множество своих любимых песен. Это была его единственная работа, в которой он пел все песни и играл на всех музыкальных инструментах сам.

### 2000-е: Депрессия и 01011001
Альбом «The Human Equation» (2004) был коммерческим успехом, он занял 7 место в Нидерландском чарте альбомов.
В начале 2007 Люкассен впал в депрессию в связи с разводом и заболеванием аносмией. Однако, он вернулся на студию, чтобы записать альбом «01011001», который получил коммерческий успех и занял 2 место в Нидерландском чарте в феврале 2008 года.

### 2011—2012: Lost In The New Real
В июне 2011 Люкассен объявил, что его следующий альбом будет сольным, и что он «хотел записать альбом лишь с самим собой в качестве вокалиста на протяжении 10 лет, однако все предыдущие попытки превратились в Ayreon, Star One и Guilt Machine, но сейчас время для этого настало». В феврале 2012 он объявил, что альбом получит название Lost In The New Real, будет концептуальным, подобно Ayreon (и даже иметь некую связь с его сюжетом), а также что в качестве «закадрового голоса» на альбоме примет участие актёр Рутгер Хауэр. Выход альбома намечен на конец апреля 2012 года.

## Сайд-проекты
После альбомов Universal Migrator, Люкассен хотел начать работу над двумя сайд-проектами, которые должны были раскрыть его атмосферно-прогрессивную сторону и второй, чтобы охватить его сторону тяжелого прогрессив-металла. Люкассен начал формировать Ambeon и Star One, которые должны были сыграть эти важные роли.

### Ambeon
И хоть Ambeon и был начат для раскрытия нежной музыки Люкассена, он закончился, как нечто совсем другое. Во время кастинга вокалистов, он узнал об очень талантливой нидерландской певице Астрид ван дер Веен, которой в то время было 14 лет. Люкассен решил сфокусировать Ambeon на её вокальных данных. Альбом «Fate of a Dreamer» был выпущен в 2000 году, вместе с синглом «Cold Metal». Альбом состоял из Астрид на вокале и её текста и Люкассена на большинстве инструментов. Альбом имел умеренный успех.
Несмотря на то, что проект не был официально закрыт, на сегодняшний день нет никаких дальнейших планов для Ambeon.
В 2011 году альбом Fate of a Dreamer был переиздан с измененным оформлением и добавленным вторым диском, на который вошли акустические версии песен Ayreon и Ambeon в исполнении Астрид.

### Star One
Больше схожий с Ayreon, Star One имел много приглашённых певцов и музыкантов, наиболее известными из них были Dave Brock, Russel Allen, Floor Jansen и Damian Wilson. Люкассен выпустил альбом «Space Metal» в 2002 году. Как и альбом Ayreon «Actual Fantasy», «Space Metal» не следовал единой сюжетной линии, вместо этого, каждая песня была отдельной историей с научно-фантастическим содержанием. Большинство треков основаны на существующих фильмах и сериалах, таких как Star Wars, Star Trek IV, Blake’s 7 и Dune. Альбом также имел ограниченный успех, однако был успешнее, чем Ambeon.
Star One гастролировали и выпустили живой альбом, названный «Live on Earth».
В 2009 году, после окончания работы над проектом Guilt Machine Арьен объявил, что на следующем своем альбоме он намерен «наделать шуму» и что в итоге может получиться новый альбом Star One. В 2010 году эта информация подтвердилась. Арьен снова собрал тот же состав, который работал над Space Metal, и в конце 2010 года был выпущен «Victims of the Modern Age».
В конце 2020 года Арьен намекнул на Facebook, что работает над третьим альбомом проекта, а в начале 2021 подтвердил эту информацию официальным заявлением. Альбом будет основываться на фильмах, где фигурируют манипуляции со временем, его выход намечен на начало 2022 года из-за вызванных пандемией коронавируса задержек в производстве винила. В отличие от предыдущих альбомов, здесь каждая песня будет исполняться одним вокалистом.

### Stream of Passion
После окончания альбома Ayreon «The Human Equation», Люкассен хотел создать более светскую группу прогрессивного металла. Также он хотел раскрыть талант мексиканской певицы Marcela Bovio, которая пела в альбоме «The Human Equation» и выиграла конкурс на сайте Люкассена.
Он нанял басиста, ударника, клавишника и создал группу ныне известную, как Stream of Passion. Бовио писала и композировала большинство музыки. Они выпустили альбом «Embrace the Storm» в 2005 году. Как и предыдущий сайд-проект, Star One, Stream of Passion гастролировали и записали живой альбом «In The Real World» в 2006. Как и в Star One, тур состоял из множества песен Ayreon, как и сам альбом.
Как и планировалось, Люкассен покинул Stream of Passion в 2007 году. Группа продолжает без него и уже выпустила альбомы «The Flame Within» в мае 2009 года и «Darker Days» в июле 2011.

### Guilt Machine
В феврале 2009, Люкассен анонсировал на своем сайте новый сайд-проект: Guilt Machine. Проект имел очень маленький состав, в сравнении с остальными проектами Люкассена:
- Arjen Lucassen — электро- и акустическая гитары, клавишные, бас-гитара, мандолина, бэк-вокал, вокал;
- Jasper Steverlinck (ARID) — вокал;
- Chris Maitland (ex-PORCUPINE TREE) — ударные;
- Lori Linstruth (ex-STREAM OF PASSION) — соло-гитара.

В соответствии с Люкассеном, музыка будет колебаться "от темной и тяжелой до атмосферной и меланхольной. Насчет концепции, Люкассен заявил, что вместо фантастичной и научной темы, Guilt Machine будет следовать «разрушительной психологии вины, сожаления и темной форме секретов — секретов, которые мы прячем от самих себя». Несмотря на различия, песни, будут сохранять динамические контрасты, сложные гармонии, ритмы и мелодии. Арьен заявил, что Guilt Machine — его любимый сайд-проект на сегодняшний день

### The Gentle Storm
22 апреля 2014 года Люкассен объявил о совместном проекте с экс-вокалисткой группы The Gathering — Аннеке ван Гирсберген, получившем название The Gentle Storm. Выход дебютного альбома The Diary намечен на март 2015 года.

### Supersonic Revolution
В начале 2022 года издатели немецкой книги «ROCK — Das Gesamtwerk der größten Rock-Acts im Check: alle Alben, alle Songs, Teil 5» обратились к Люкассену с просьбой записать кавер какой-нибудь классической рок-композиции 1970-х годов. Выбор Люкассена пал на композицию группы ZZ Top «Heard It On The X». Но для записи кавера требовалась группа, которую, по словам самого Люкассена, «он собрал через WhatsApp за полчаса из своих знакомых музыкантов». За неделю кавер был готов, и вошел на сборник-приложение к этой книге под именем исполнителя «Arjen Lucassen Federation». При этом музыкантам настолько понравилось работать вместе, что они решили продолжить сотрудничество как полноценная группа, в которую, кроме самого Люкассена, вошли:
- Джон «Джейси» Кайперс (Praying Mantis) — вокал;
- Тимо Сомерс (экс-Delain) — гитара;
- Йост ван ден Брук (экс-After Forever, Ayreon) — орган Хаммонда;
- Кун Херфст (Bagga Bownz, Vandenberg) — ударные.

Сам Арьен Люкассен (помимо написания музыки и текстов) взял на себя роль бас-гитариста. В октябре 2022 года стало известно, что группа Arjen Lucassen Federation (ALF) была переименована в Supersonic Revolution. В начале 2023 года Люкассен начал публиковать на своей Facebook-странице и официальном сайте больше информации о новом проекте. 13 февраля была опубликована обложка дебютного альбома, получившего название «Golden Age of Music». 16 февраля вышел первый сингл группы под названием «Glamattack», а на 23 марта намечен релиз второго сингла «Rise of the Starman». Выход альбома ожидается 19 мая 2023 года. Стиль этой группы Люкассен определяет как «дань уважения золотому времени музыки — 70-м годам XX века».

## Дискография
- Supersonic Revolution — Golden Age of Music [2023]
- Star One — Revel in Time [2022]
- Ayreon — Transitus [2020]
- Ayreon — The Source [2017]
- The Gentle Storm — The Diary [2015]
- Ayreon — The Theory of Everything [2013]
- Arjen Anthony Lucassen’s Lost In The New Real [2012]
- Star One — Victims of the Modern Age [2010]
- Guilt Machine — On This Perfect Day [2009]
- Ayreon — 01011001 [2008]
- Stream of Passion feat. Ayreon — Live in the Real World [2006]
- Stream of Passion — Embrace the Storm [2005]
- Ayreon — The Human Equation [2004]
- Star One feat. Ayreon — Live on Earth [2003]
- Star One — Space Metal [2002]
- Ambeon — Fate of a Dreamer [2001]
- Ayreon — Ayreonauts Only [2000]
- Ayreon — Universal Migrator Part 2: Flight of the Migrator [2000]
- Ayreon — Universal Migrator Part 1: The Dream Sequencer [2000]
- Ayreon — Into the Electric Castle [1998]
- Strange Hobby — Strange Hobby [1997]
- Ayreon — Actual Fantasy [1996]
- Ayreon — The Final Experiment [1995]
- Anthony — Pools of Sorrow Waves of Joy [1994]

## Синглы
- Stream of Passion — Out in the Real World [2006]
- Stream of Passion — Wherever You Are (download only) [2005]
- Ayreon — Come Back to Me [2004]
- Ayreon — Loser [2004]
- Ayreon — Day Eleven: Love [2004]
- Ayreon — Temple of the Cat (Acoustic) [2001]
- Ayreon — Temple of the Cat [2000]
- Strange Hobby — Pictures of Matchstick Men [1996]
- Ayreon — The Stranger from Within [1996]
- Ayreon — Sail Away to Avalon [1995]
- Anthony — Midnight Train [1994]
- Anthony — Little Miss Understood [1994]
- Anthony — Best of Friends [1994]

## Работы в других музыкальных проектах
- Dutch metal — The power of love [2014]
- Tobias Sammet’s Avantasia — The Mystery of Time [2013]
- Morning — Hour of Joy [2006]
- Vengeance — Back in the Ring [2006]
- Shakary — Shakary 2006 [2006]
- After the Storm — Katrina Project [2005]
- Progaid 2005
- Freak Neil Inc. — Characters [2005]
- Space Mirrors — The Darker Side of Art [2004]
- Ars Nova — Biogenesis [2003]
- Gary Hughes — Once and Future King pt. 1 [2003]
- Nightingale — Alive Again [2003]
- Amadeus Spell [2002]
- Wicked Sensation — Reflected [2002]
- Nolan/Wakeman — Hound of the Baskervilles [2002]
- Within Temptation — Mother Earth [2000]
- Glasshammer — Chronometree [2000]
- Ian Parry — Shadowman [2000]
- Peter Daltrey — Candy [1999]
- Ian Parry — Consortium Project [1999]
- Blockbusters — Powder to the People [1999]
- Helloise — A Time and Place for Everything [1998]
- Veralin — Opposites [1997]
- Biscuit — Between You and Me [1996]
- Ian Parry — Through the Looking Glass [1995]
- Alex Bollard — Pink Floyd Songbook [1994]
- Ian Parry — Symphony of Dreams [1993]
- Pythagoras — After the Silence [1981]
- Vengeance — Wings of an Arrow [2000]
- Vengeance — Back from Flight 19 [1999]
- Vengeance — Rock 'n Roll Shower [1998]
- Vengeance — Last of the Fallen Heroes (Japan) [1994]
- Vengeance — The Last Teardrop [1992]
- Vengeance — Arabia [1989]
- Vengeance — Take it or Leave it [1987]
- Vengeance — We Have Ways to Make You Rock [1986]
- Vengeance — Vengeance [1984]
- Bodine — Three Times Running [1983]
- Bodine — Bold as Brass [1982]